# Rue du Barbâtre
La rue du Barbâtre  est une voie de la commune française de Reims, située dans le département de la Marne, en région Grand Est.

## Situation et accès
Débutant au prolongement de la rue des Salines, elle aboutit rue de l'Université.
La voie est à sens unique avec une piste cyclable à contre-sens.

## Origine du nom
Le nom "Barbâtre" proviendrait de la victoire à la bataille de Barbastro en 1064, à laquelle un ou plusieurs Rémois auraient participé.

## Historique
Elle est la continuation du cardo vers le sud et reliait la ville antique, au bourg Saint-Remi.
La maison de Landève qui faisait angle entre les rues du Barbâtre et des Orphelins, c'était la maison de ville de l'abbaye Notre-Dame de Landèves, en 1678 le théologal Roland achetait la maison pour en faire la Maison des filles de l'Enfant Jésus. En 1793, elles furent obligées de quitter cette demeure et les orphelines qui y étaient furent réparties dans l'hôpital-Général de la ville. En 1807, de nouveau les orphelines y habitèrent, la chapelle qui était une remise devint une cuisine en 1812, puis convertie en hôpital militaire en 1813. Mais la congrégation ne fut rétablie là qu'en 1814.
Le Mont-Dieu, anciennement au no 27, le bâtiment datait de 1567, construit par le cardinal de lorraine à l'emplacement de la maison de ville de la Chartreuse du Mont-Dieu, pour y implanter un séminaire pour cinquante élèves et répondre aux injonctions du concile de Trente. Le séminaire devait rapidement être inclus dans celui des Bons-Enfants et les bâtiments cédés aux catholiques anglais. Après la Révolution française, les bâtiments furent vendus pour l'implantation d'une filature Tissage et filature du Mont-Dieu.

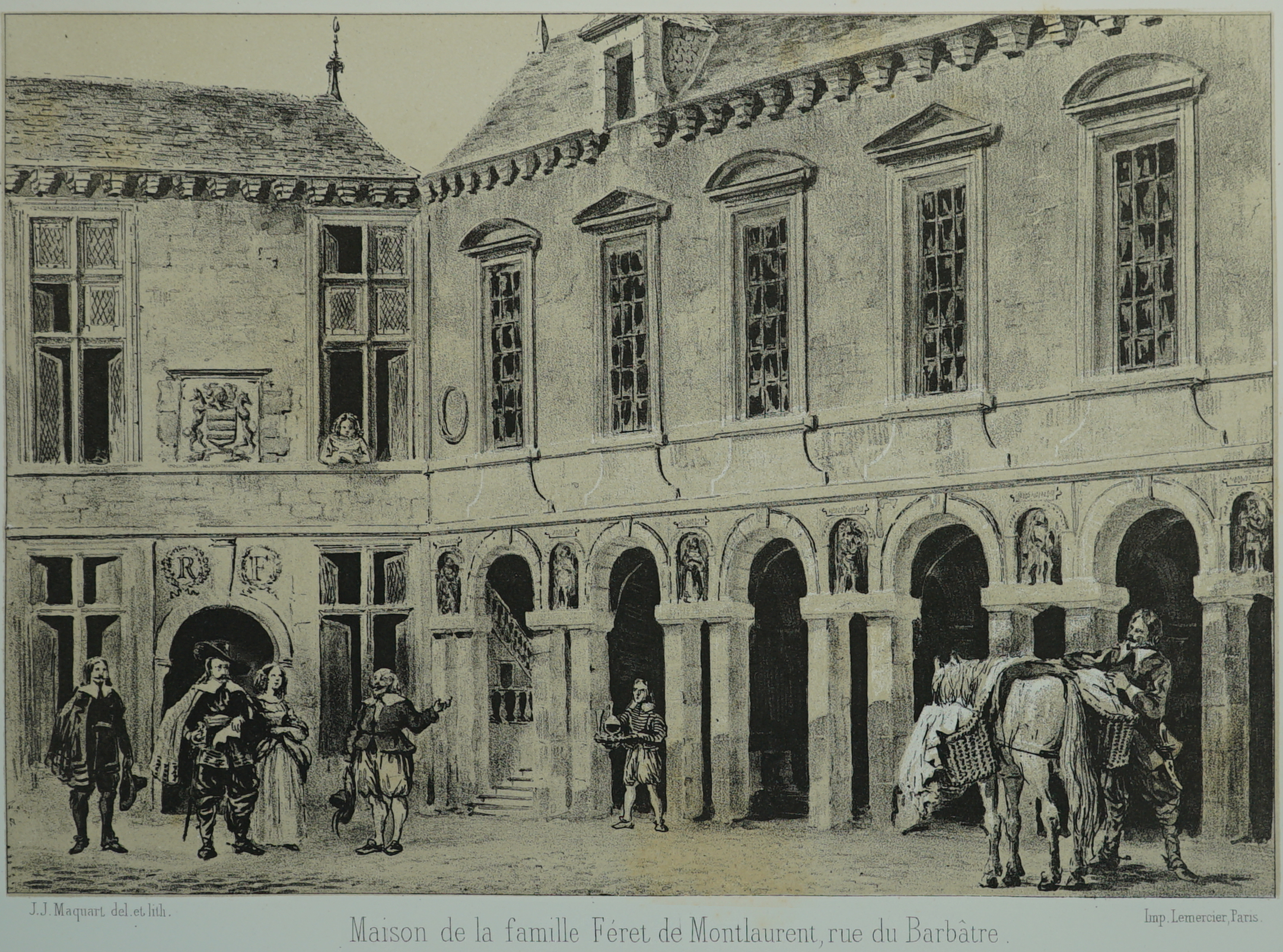
Hôtel Feret de Montlaurent angle de la rue éponyme,
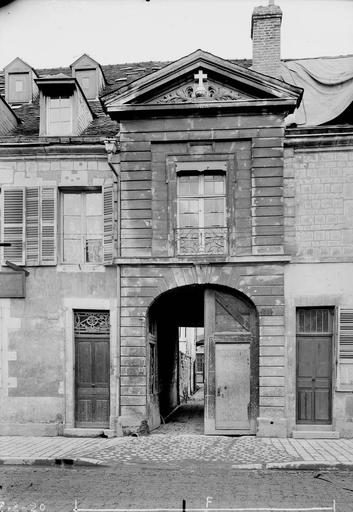
le Mont-Dieu, en 1919 alors au n°51,
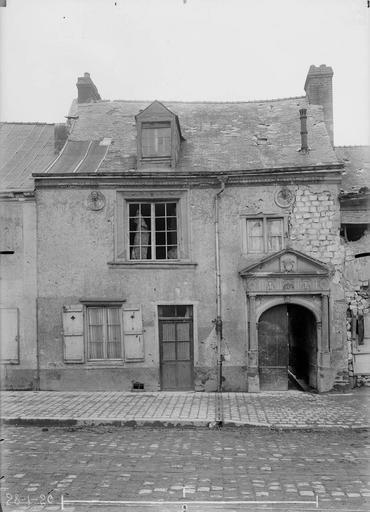
hôtel Maupinot, aujourd'hui disparus.
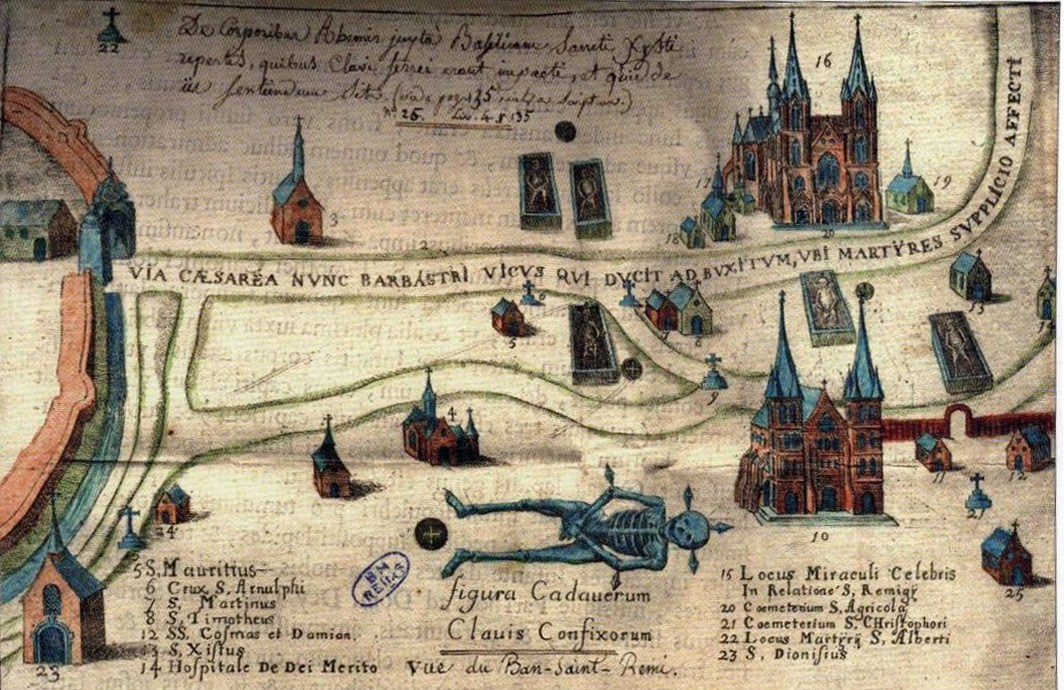
La rue sur une carte de dom Mabillon.

## Bâtiments remarquables et lieux de mémoire
- Au no 31 : immeuble Remarquable d'une composition symétrique avec une surélévation intempestive de la toiture à droite. Il est repris comme éléments de patrimoine d’intérêt local[2].
- Au no 41 : boulangerie construite par les niçois Paul-Louis Chevallier (1878-1923) et Jean-Baptiste Lusso qui ont reçu à cette occasion la médaille d’argent du concours de façade de l’Union Rémoise des Arts Décoratifs (U.R.A.D.) en 1923. Il est repris comme éléments de patrimoine d’intérêt local[3].
- Au no 48 : le couvent de la Congrégation des Sœurs de l’Enfant-Jésus,
- Au no 92 : la chapelle du Verbe-Incarné et de Notre-Dame-du-Mont-Carmel dite "Chapelle des Carmes" et le Couvent des Carmes de Reims,
- Au no 108 : la fontaine des Carmes dite Godinot[4],
- Au no 122 Bis : la Maison des associations sur la rue, partie de l'ancien collège des Jésuites de Reims,
- Au no 169 : mosaïque sur facade d'une ancienne boucherie.

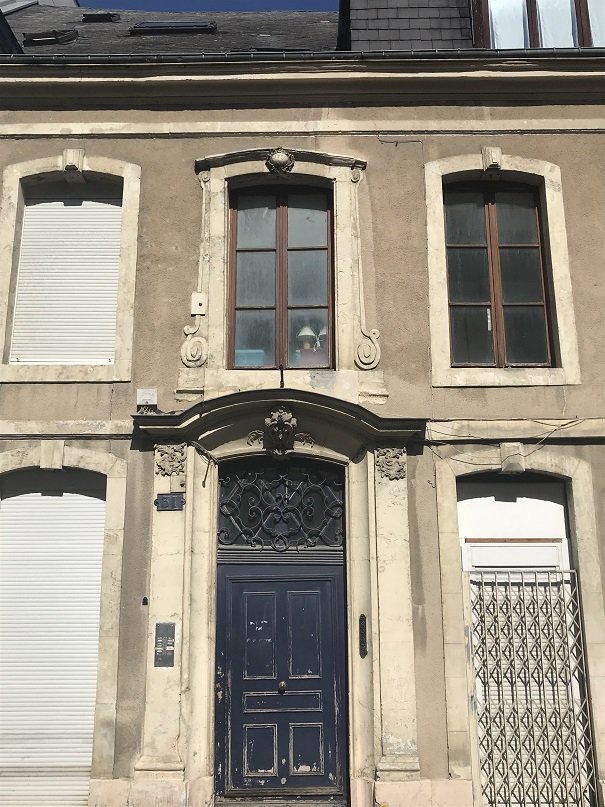
31 Rue du Barbâtre (Reims).
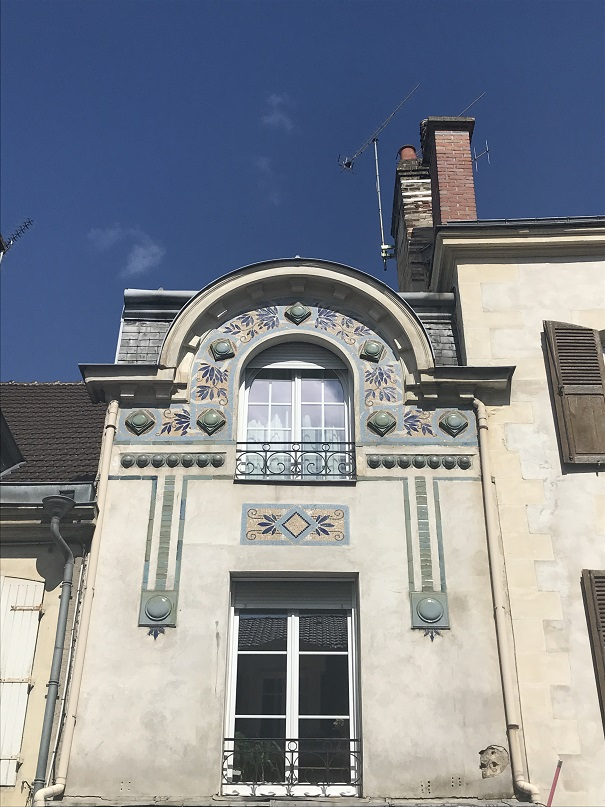
41 Rue du Barbâtre (Reims).
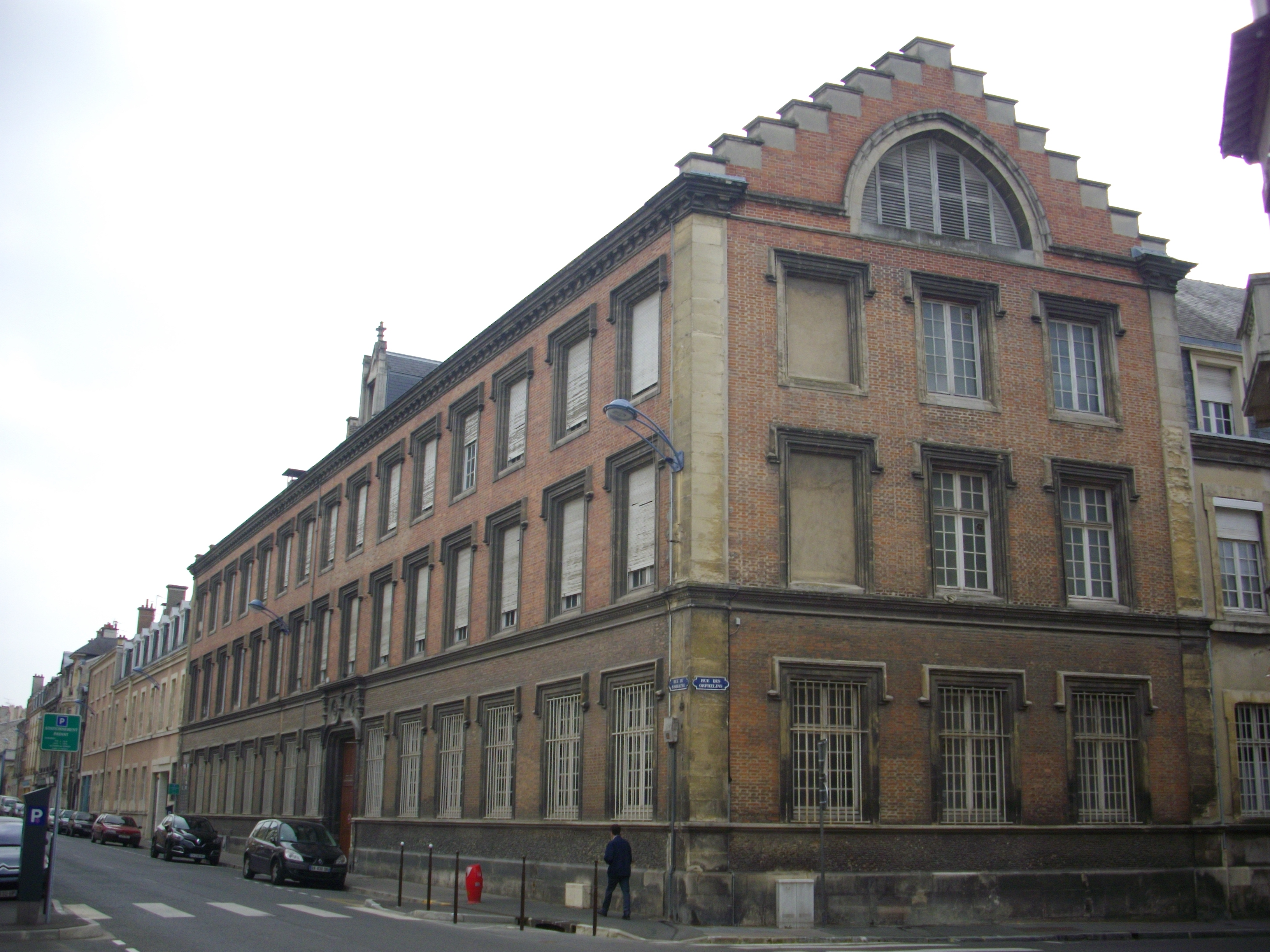
Au 48, Congrégation des Sœurs de l’Enfant-Jésus.
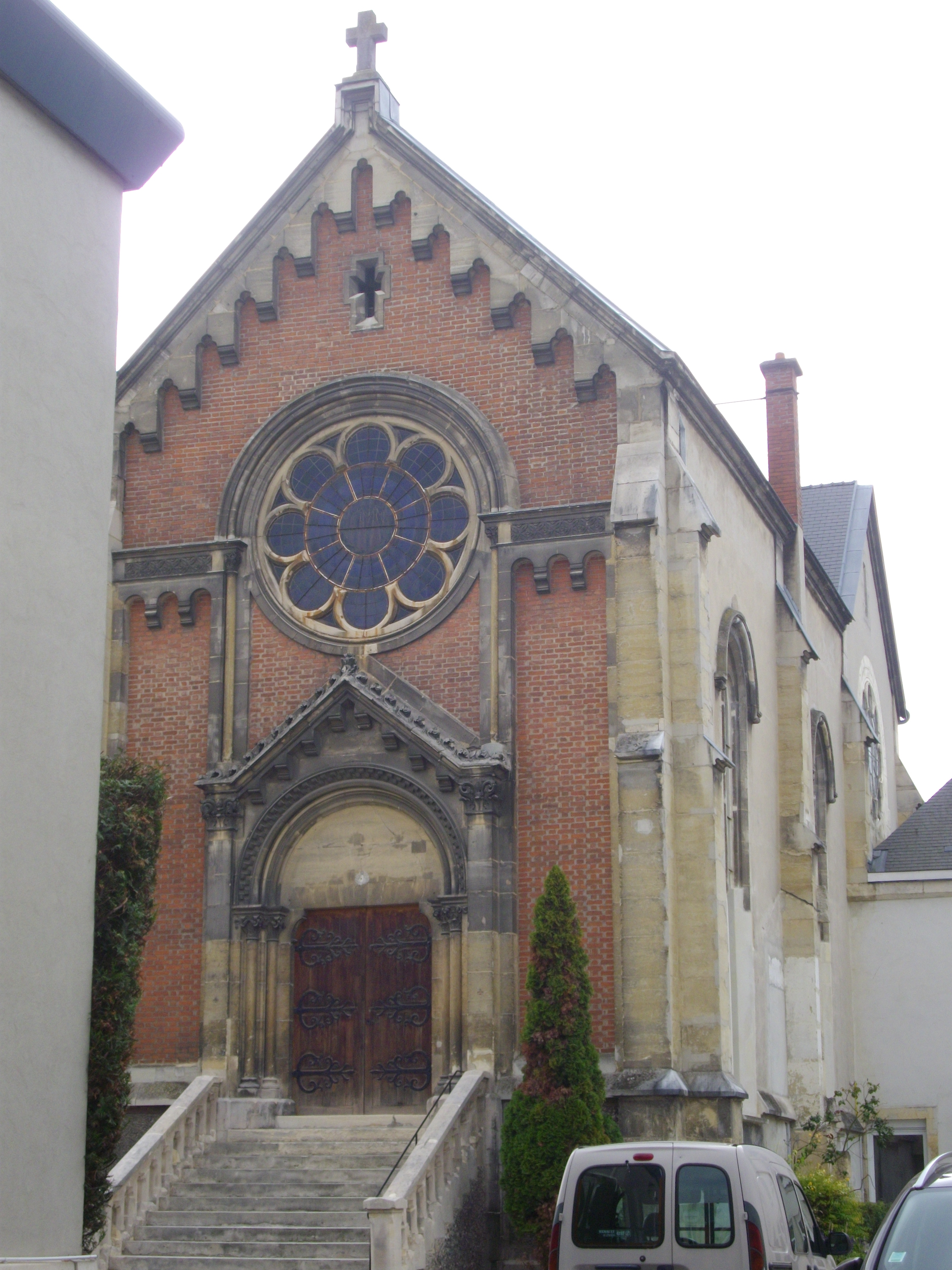
Au 92, Chapelle des Carmes,
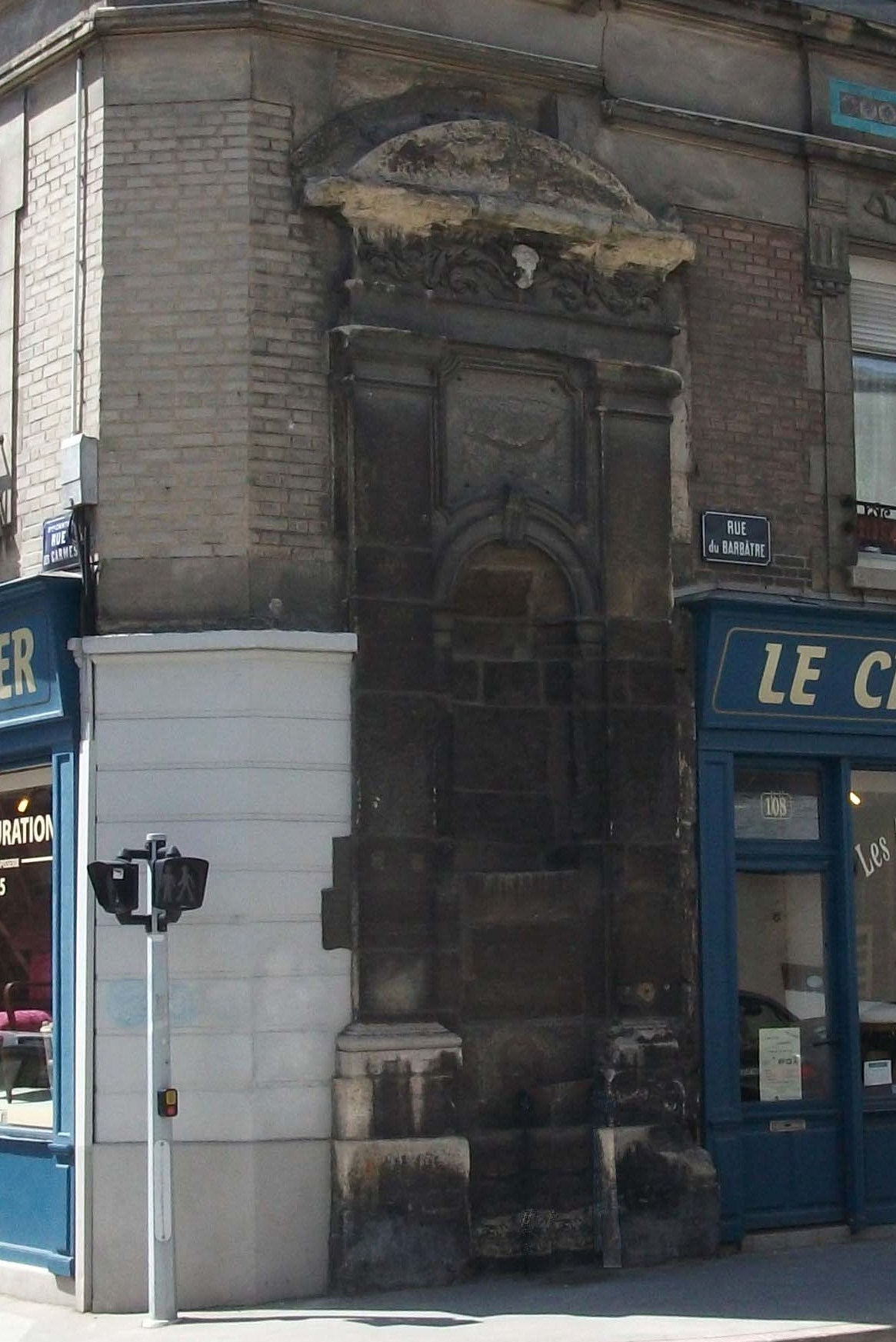
Au 108, la Fontaine des Carmes,
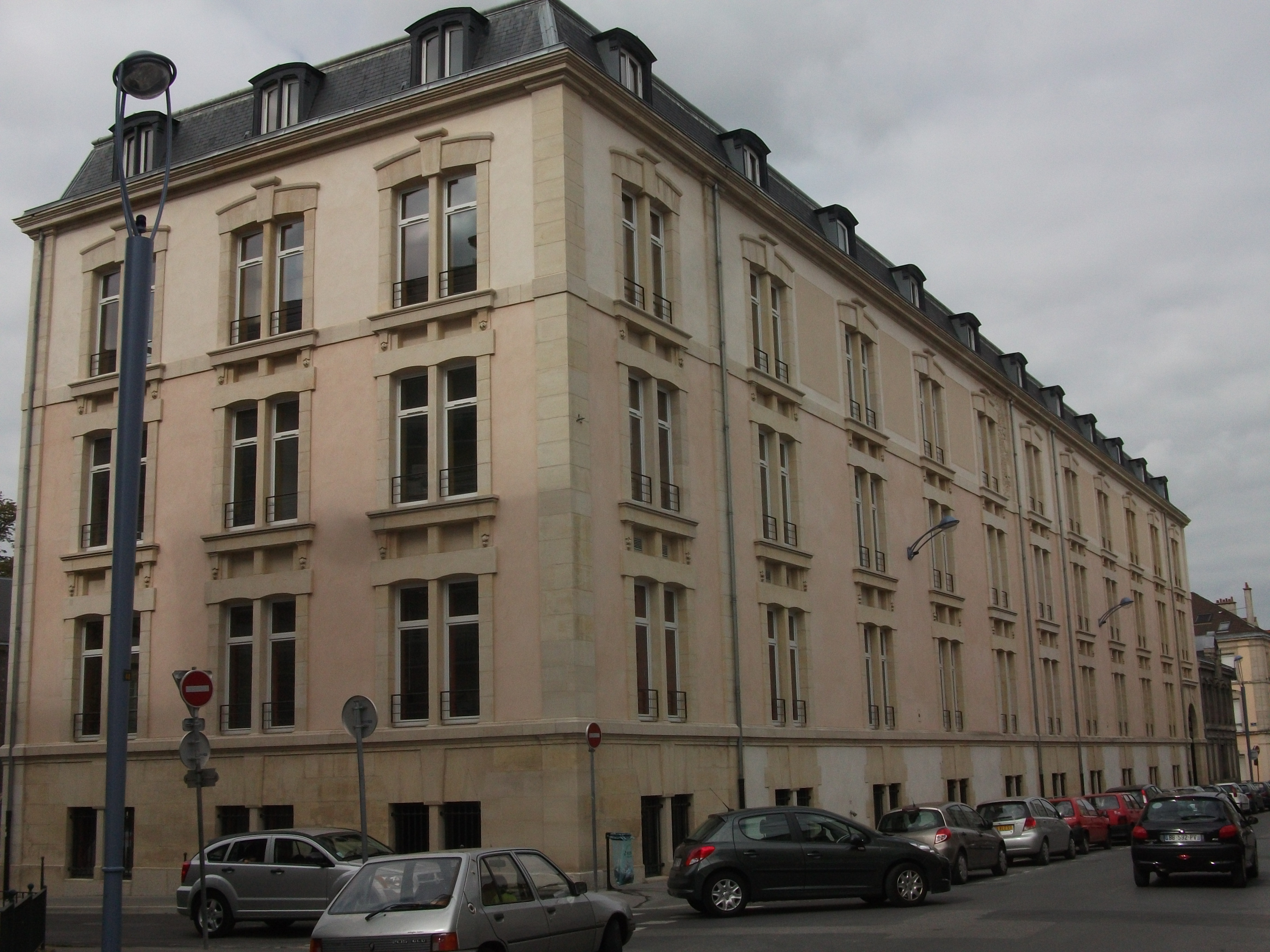
Au 122Bis, Maison des associations, partie de l'Ancien collège des Jésuites.
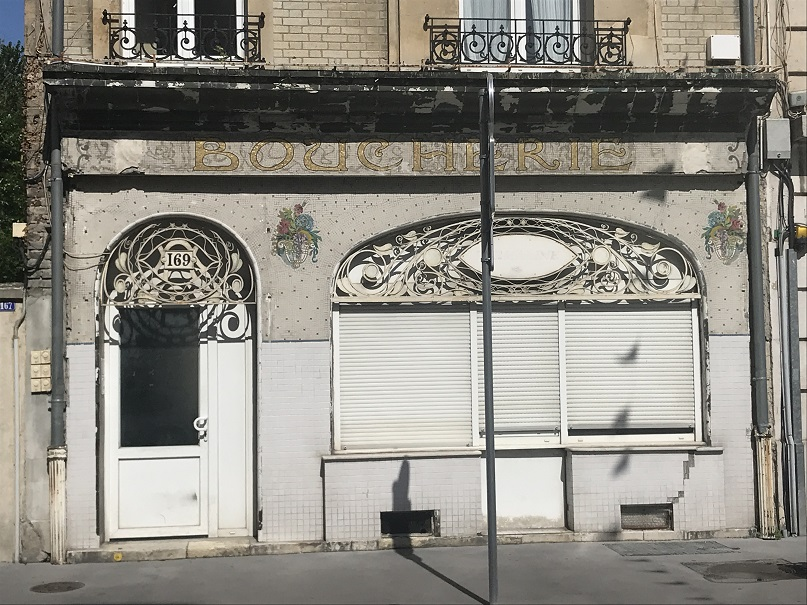
169 Rue du Barbâtre (Reims).